# Francesca Sanvitale
Francesca Sanvitale, née à Milan le 17 mai 1928 et morte à Rome le 9 février 2011, est une écrivaine et journaliste italienne associée à la « Génération des années trente ».

## Biographie
Née en 1928 à Milan, Francesca Sanvitale fait ses études à Florence, puis vit à Rome de nombreuses années,. Elle  collabore au service de fictions de la Radio-télévision italienne. 
Elle codirige aussi la revue Nuovi Argomenti,, une revue littéraire créée par Alberto Moravia. Après son premier livre, Il cuore borghese, paru en 1972, elle publie trois romans, Mère et fille en 1980, L'Homme du parc en 1984 et Vers Paola, en 1991. Ces trois romans ont fait l'objet d'une traduction en français. 
Elle traduit en italien Le Diable au corps de Raymond Radiguet en 1989. Elle écrit aussi une biographie de l'Aiglon et de sa mère, Le Fils de l’Empire, ainsi que plusieurs recueils de nouvelles et d'essais. Plusieurs de ses pages sont consacrées à la vieilliesse. Ses nouvelles sont parues sous le titre générique Séparations.
Elle obtient en 2008 le prix Viareggio pour L'inizio è in autunno (littéralement : Le début est à l’automne). Elle meurt en février 2011.

## Œuvres traduites en français
- Mère et fille [« Madre e figlia »], trad. de Nathalie Bauer, Paris, Éditions Salvy, 1983, 343 p.  (ISBN 2-905899-40-9)
- L’Homme du parc [« L’uomo del parco »], trad. de Nathalie Bauer, Paris, Éditions Salvy, 1994, 275 p.  (ISBN 2-905899-49-2)
- Vers Paola [« Verso Paola »], trad. de Soula Aghion, Paris, Éditions Salvy, 1995, 131 p.  (ISBN 2-905899-64-6)
- Le Fils de l’Empire [« L’uomo del parco »], trad. de Nathalie Bauer, Paris, Éditions Fayard, 1996, 531 p.  (ISBN 2-213-59612-3)
- Séparations [« Separazioni »], trad. de  Françoise Brun, Paris, Albin Michel, coll. « Les grandes traductions », 2000, 344 p.  (ISBN 2-226-11406-8)